# يانغبان
كانت طبقة اليانغبان (بالهانغل: 양반، بالهانجا: 兩班) جزءًا من الطبقة الحاكمة التقليدية أو طبقة النبلاء في عهد الأسر الحاكمة في كوريا أثناء فترة حكم سلالة جوسون. كانت طبقة يانغبان مؤلفة بشكل رئيسي من موظفين مدنيين وضباط عسكريين من الأرستقراطيين الذين كانوا ملاكًا للأراضي أو الذين لا يملكون الأراضي، والذين كانوا يمثّلون بشكل فردي فكرة الكونفشيوسية الكورية «للسيد الباحث». تألفت طبقة اليانغبان بشكل رئيسي من المدراء والبيروقراطيين الذين أشرفوا على البيروقراطية الزراعية التقليدية في كوريا حتى انتهاء حكم سلالة جوسون في 1894. بمعنى أوسع، نظر المجتمع إلى عائلة الشخص الذي يشغل المنصب وذريته وكذلك العائلات التي زعمت أنها من نسله على أنها يانغبان.

## لمحة عامة

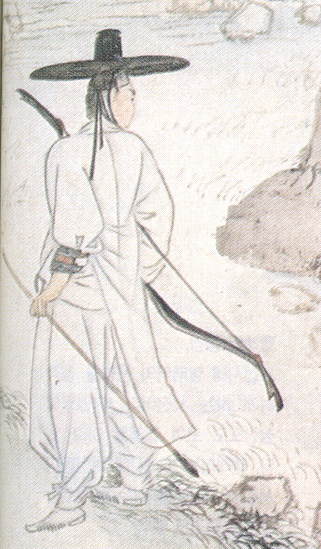
تصوير لشن ين بوك ليانغبان يأخذ قسطًا من الراحة قبل معاودة الصيد، تعود إلى مطلع القرن الثامن عشر

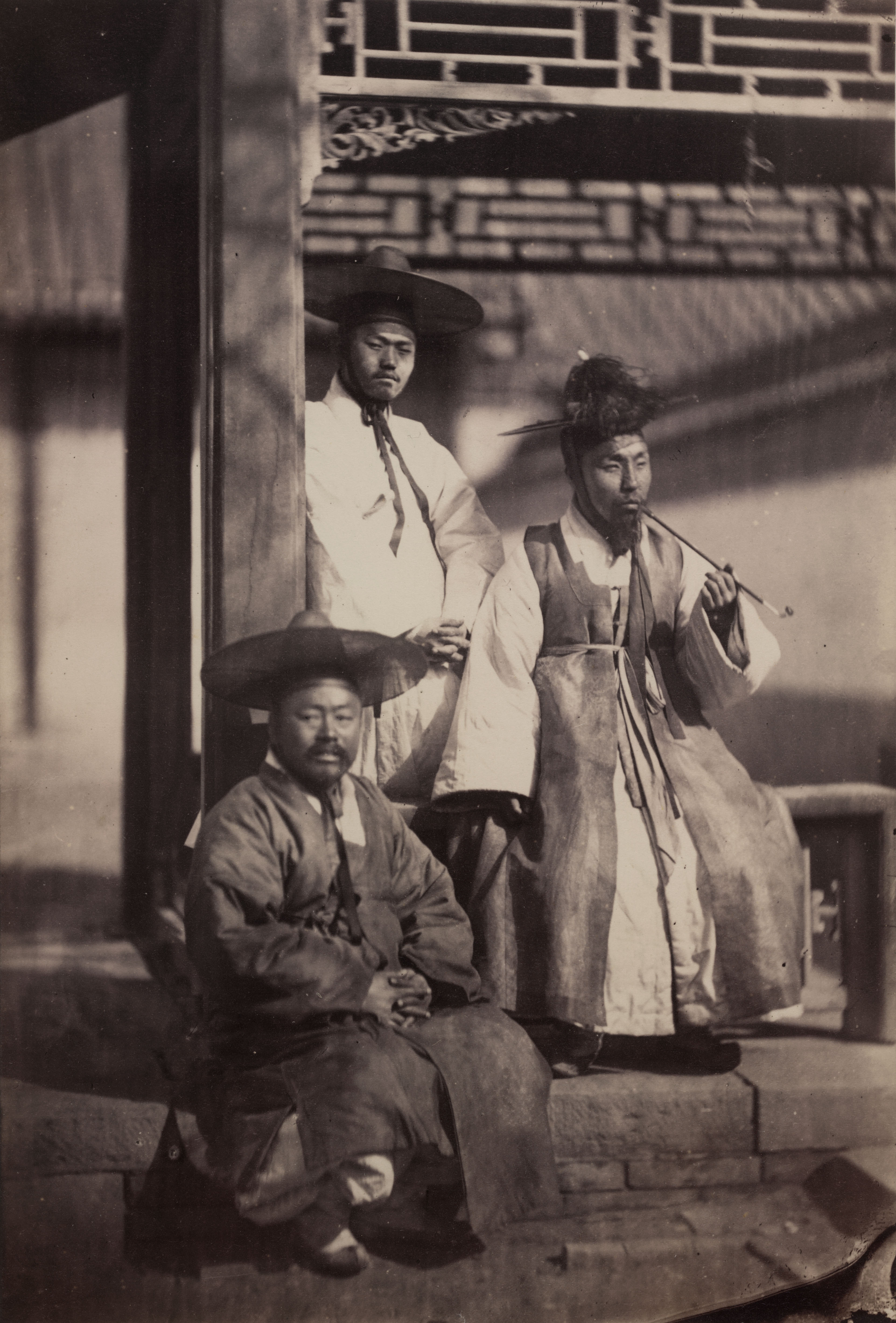
واحدة من أولى الصور الفوتوغرافية التي التقطت لرجال من طبقة يانغبان، تم التقاطها بين 1861-1864

خلافًا للألقاب النبيلة في أنظمة الحكم الأرستقراطية الأوروبية واليابانية، التي كانت تُمنح على أساس وراثي، كان منصب يانغبان البيروقراطي يُعطى وفقًا للقانون للأشخاص المنتمين لطبقة يانغبان الذين نجحوا في اختبارات الخدمة المدنية الممولة من قبل الدولة التي تدعى باسم غواغو. اعتمد هذا الاختبار الاختبارات الإمبراطورية الصينية نموذجًا له. بعد النجاح لعدة مرّات في هذه الاختبارات -التي امتحنت المعرفة في الأدب الكونفوشيوسي وكلاسيكياته- كان المنتمي لطبقة يانغبان يُسلم منصبًا حكوميًا. كان يقرر ظاهريًا أن العائلات التي لا يوجد فيها موظف حكومي لأكثر من ثلاثة أجيال يمكن أن تخسر مكانتها وتصبح من العوام. لم يُطبق هذا القانون الظاهري أبدًا في الحقيقة، بل كان قانونًا لتحفيز اليانغبان على الاجتهاد في الدراسة. نظريًا، كان في استطاعة أي فرد من أي طبقة اجتماعية باستثناء الخدم بالسخرة وأفراد بيكجونغ (طبقة المنبوذون الكوريون)، وأولاد المحظيات الخضوع لاختبارات الحكومة ونيل لقب يانغبان. لكن في الحقيقة، امتلك أفراد الطبقة العليا فقط (أي أولاد طبقة يانغبان) الموارد المالية وسبل النجاح في الاختبار، الذي كان يتطلب سنينًا من الدراسة. استبعدت تلك العوائق والقيود المالية بشكل فعال معظم العائلات التي لا تنتمي لطبقة يانغبان والطبقات الدنيا من المنافسة على مكانة يانغبان، مثل «السادة الباحثون» في الصين.
كانت مكانة يانغبان على مستوى المقاطعة وراثية عمليًا. كان من المتعارف عليه إدراج جميع ذرية شاغلي المناصب الحكومية ضمن وثيقة هيانغان، وهي وثيقة تسجل فيها أسماء وأنساب عائلات طبقة يانغبان المحلية. حافظت وثيقة هيانغان على أساس قرابة الدم، ويمكن إقصاء عائلات منها إذا تزوج أحد الأفراد من طبقة اجتماعية متدنية، مثل طبقة التجار. وعلى الرغم من أن وثيقة هيانغان لم تكن مدعومة قانونيًا بالقرارات والأنظمة الأساسية الحكومية، كانت العائلات المسجلة فيها محترمة اجتماعيًا بصفتها من طبقة يانغبان. امتلك رؤساء تلك العائلات الحق العرفي في المشاركة في مجلس هيانغسو، وهو مجلس محلي يستطيعون من خلاله استخدام نفوذهم في التأثير على السياسات والإدارة المحلية. فمن خلال التمسك والمطالبة بالنفوذ الاجتماعي السياسي بوسائل مثل وثيقة هيانغان ومجلس هيانغسو، استطاع أفراد طبقة يانغبان أن يورِّثوا مكانتهم بشكل تلقائي لذريتهم من العائلات المحلية ذات النفوذ، مع أو بدون استلام مناصب حكومية مركزية. دُعيَت هذه العائلات الإقليمية ذات الأصل النبيل باسم جيجيساجوك، ويعني «عائلات الدولة». وهكذا، كانت يانغبان تعني من الناحية القانونية الموظفين رفيعي المستوى، بينما كانت تشمل في الواقع كامل ذرية المؤسس وفقدت بشكل متزايد صحتها القانونية.
نشأ النظام الملكي وطبقة اليانغبان في عهد سلالة جوسون على أكتاف العمال العبيد الذين ينتمون للطبقات الدنيا وخاصة طبقة سانغمن، الذين مكَّن تقييدهم بالأرض كعمال بالسخرة الطبقات العليا من التمتع بحياة الرخاء الدائم (حياة النبلاء «الباحثون»). انتهت هذه الممارسات بشكل فعلي في عام 1894 خلال إصلاح غوانغمو للإمبراطورية كوريا.
يستمر إرث يانغبان في المحسوبية في كوريا المعاصرة ويتجلى ذلك في تجارب التعليم العام، والمعلمين، والخلفية العائلية، ومسقط الرأس بشكل رسمي وغير رسمي. توجد هذه الممارسة في كوريا الجنوبية بين أفراد الطبقة العليا والنخبة من أصحاب النفوذ، فتميل المحسوبية بين التكتلات بشكل متوقع لتتبع روابط قرابة الدم والمدرسة ومسقط الرأس. توجد في كوريا الشمالية طبقة يانغبان فعلية مبنية بشكل أساسي على التحالفات العسكرية والحزبية.